# Zahia Ziouani
Pour les articles homonymes, voir Ziouani.
Zahia Ziouani, née le 27 juin 1978 à Paris, est une cheffe d'orchestre française. Elle est la sœur jumelle de la violoncelliste Fettouma Ziouani.

## Biographie
Zahia Ziouani nait le 27 juin 1978 à Paris dans le 14e arrondissement à la maternité Notre‑Dame de Bon Secours. Ses parents sont algériens : son père, originaire de Kabylie, est arrivé en France en 1962 ; sa mère, algéroise, qui a fait partie des premières femmes à travailler dans l'administration algérienne après l'indépendance, un peu plus tard. 
En 1981, sa famille s'installe à Pantin où elle réside toujours. 
Son père, chef de rang dans un restaurant proche de la salle Pleyel, est féru de musique classique. Il l'initie à cet univers ainsi que sa sœur jumelle, la violoncelliste professionnelle Fettouma Ziouani. Elles ont un frère cadet.
À 8 ans, elle dirige la chorale de son école et suit des cours de guitare au conservatoire. À 12 ans, elle apprend l'alto et intègre l'orchestre des élèves, puis ambitionne de devenir cheffe d’orchestre professionnelle. 
Elle étudie au lycée parisien Racine, qui propose un double-cursus de musique, puis sort diplômée en analyse musicale, orchestration et musicologie de l'université Paris-Sorbonne et remporte plusieurs diplômes de conservatoire (alto, guitare classique, musique de chambre).

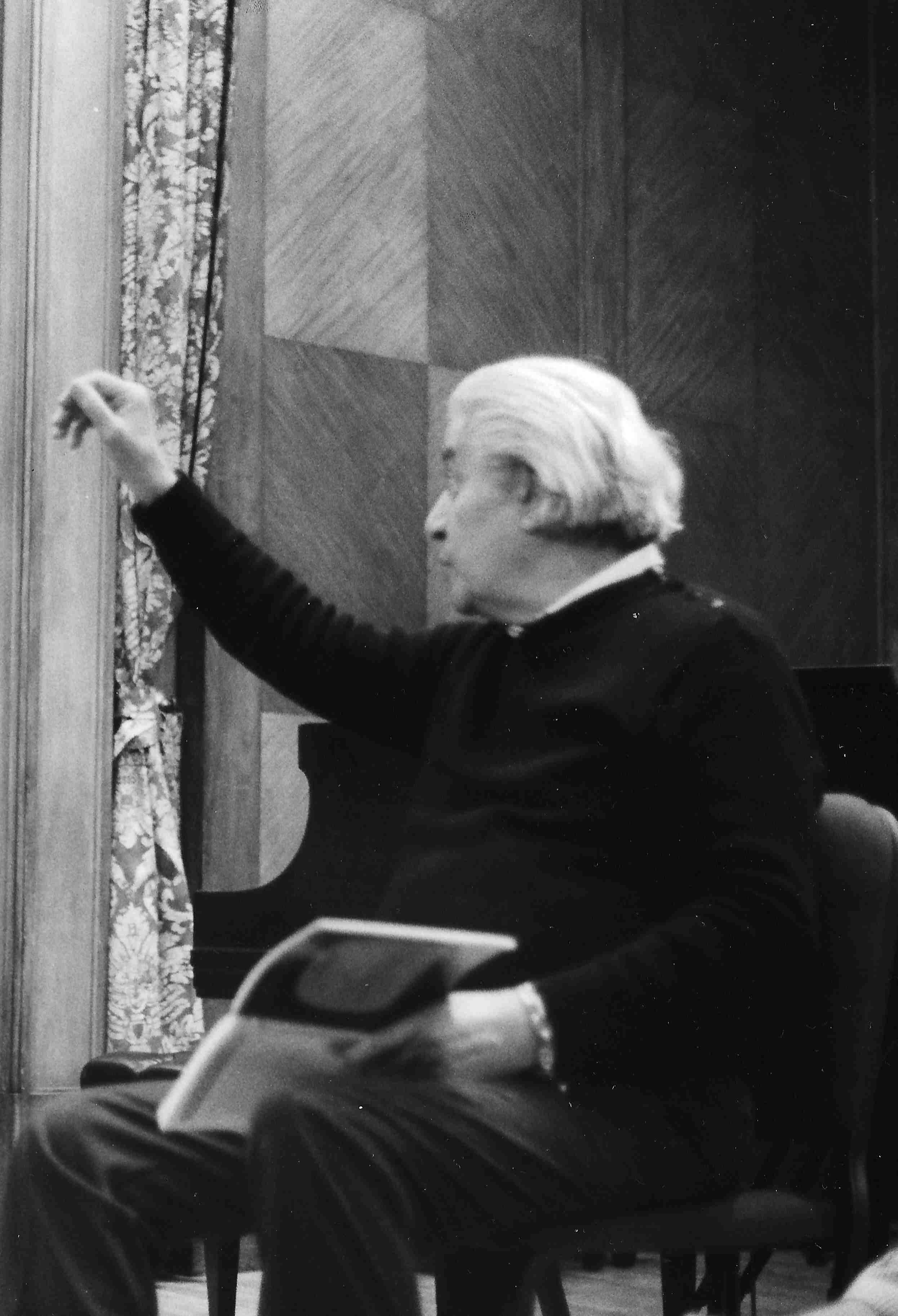
Sergiu Celibidache en 1984, photographié lors d’une séance d'enseignement de direction d’orchestre au Curtis Institute de Philadelphie.

Zahia Ziouani étudie la direction d'orchestre auprès du Maestro Sergiu Celibidache à la Schola Cantorum. Elle fonde en 1998 l'Orchestre symphonique Divertimento qu'elle dirige, réunissant 70 musiciens et professeurs d'instruments d'Île-de-France, et dont elle est la directrice musicale. En 2007, elle est nommée première cheffe d’orchestre invitée de l'Orchestre national d'Algérie dans le cadre de l’évènement « Alger, capitale de la culture arabe ». Elle est également cheffe d'orchestre associée de l'ensemble instrumental Densités 93.
Elle se produit dans de nombreux concerts aux côtés de solistes de renom (Raphaël Pidoux, Jean-Marc Phillips-Varjabédian, Tedi Papavrami, Xavier Phillips, Deborah Nemtanu, Sophie Koch, Ferruccio Furlanetto, Patrick Messina, Michel Moraguès, Adam Laloum, Shani Diluka, Raphaël Didjaman…) dans des lieux prestigieux (Salle des concerts de la Cité de la musique, Salle Pleyel, Olympia, Basilique Saint-Denis, Théâtre national algérien, Palais Stéphanie Cannes…).
Parmi les moments forts qui ont marqué son activité artistique de 2010 à 2013, Zahia Ziouani a dirigé l'Orchestre national des Pays de la Loire, la Philharmonie nationale de Bosnie-Herzégovine, l'Orchestre national de Cannes, l'Orchestre philharmonique des jeunes de la Communauté arabe, l'Orchestre symphonique du Caire, l'Orchestre symphonique tunisien et de nombreux orchestres à l’étranger, notamment en Pologne, en Algérie et au Mexique.

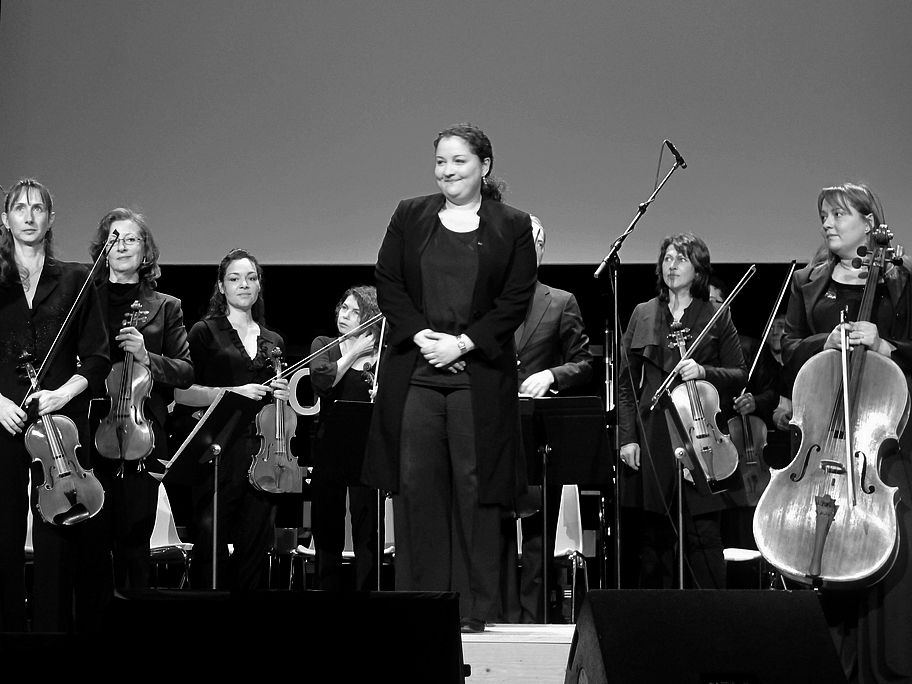
Zahia Ziouani en concert, le 28 janvier 2012.

En 2013, elle a été invitée à la tête de l'Orchestre symphonique Divertimento à se produire au Grand Théâtre de Provence et dans de nombreux sites de la région Provence-Alpes-Côte d'Azur dans le cadre de la manifestation internationale Marseille-Provence 2013 Capitale européenne de la culture.
Cheffe d'entreprise, très sensible aux problèmes d'accès à la culture de tous les publics, Zahia Ziouani se consacre à des actions et projets permettant de sensibiliser les publics à la promotion de la musique symphonique et lyrique. Elle est associée à la direction artistique et pédagogique du projet DEMOS (Dispositif d'éducation musicale à vocation sociale). 
Elle se produit dans de nombreux festivals en Russie, Espagne, Allemagne, Tchéquie, Pologne, Belgique et Algérie. Elle a dirigé l'école de musique et de danse de Stains (Seine-Saint-Denis).
En juillet 2010, elle est nommée membre du conseil d'orientation du Musée de l'Histoire de l'immigration.
Son parcours est porté à l'écran en 2022 dans le film Divertimento de Marie-Castille Mention-Schaar, l'actrice Oulaya Amamra l'incarnant.
Après avoir soutenu la candidature de Paris 2024, porté la Flamme olympique en juillet 2024, elle dirige l'orchestre symphonique Divertimento au Stade de France lors la cérémonie de clôture des Jeux olympiques d'été de 2024. Dans le cadre des Jeux paralympiques, elle dirige lors du passage de la flamme à Cergy (Val-d’Oise) et à Paris, puis doit donner un grand concert, « les Nouveaux mondes » à la Philharmonie de Paris le 4 septembre dans le cadre de l'olympiade culturelle,.
Elle crée également l'académie Divertimento, une académie regroupant des jeunes musiciens élèves du conservatoire de Stains et d'ailleurs, afin qu'ils participent eux aussi avec l'orchestre Divertimento, à certains grands concerts.

## Distinctions
- Officière de l'ordre national du Mérite. Elle est nommée chevalier 6 décembre 2008, puis est promue officier par décret du 18 novembre 2017[12].
- Commandeure de l'ordre des Arts et des Lettres (de droit en tant que membre du conseil de l'ordre des Arts et des Lettres[13]) ; (officière le 16 janvier 2014)
- Lauréate du Prix de la Femme d'influence 2014, dans la catégorie « Coup de cœur »[14].
- Trophées de la réussite au féminin en 2006[15]
- 40 Femmes Forbes 2020[16]

## Publications
- Zahia Ziouani (en collaboration avec Bénédicte des Mazery), La Chef d’orchestre, Paris, A. Carrière, 2010, 211 p. (ISBN 978-2-84337-567-5, BNF 42304726).
- Zahia Ziouani, D’une rive à l’autre, Paris, Édition Art, Aux reflets du temps, 2015, 194 p. (ISBN 978-2916237329).
- Album "Bacchanalle" avec l'orchestre symphonique Divertimento